# Catopsis micrantha
Catopsis micrantha är en gräsväxtart som beskrevs av Lyman Bradford Smith. Catopsis micrantha ingår i släktet Catopsis och familjen Bromeliaceae. Inga underarter finns listade i Catalogue of Life.